# Liste der Monuments historiques in Plougonven
Die Liste der Monuments historiques in Plougonven führt die Monuments historiques in der französischen Gemeinde Plougonven auf.

## Liste der Bauwerke
| Bezeichnung             | Beschreibung | Standort | Kennzeichnung | Schutzstatus | Datum | Bild           |
| ----------------------- | ------------ | -------- | ------------- | ------------ | ----- | -------------- |
| Umfriedeter Pfarrbezirk |              | (Lage)   | PA00090243    | Classé       | 1916  | weitere Bilder |
| Manoir de Kerloaguen    | Herrenhaus   | (Lage)   | PA00090244    | Inscrit      | 1932  |                |
| Manoir de Mézedern      | Herrenhaus   | (Lage)   | PA00090487    | Classé       | 1992  | weitere Bilder |

## Liste der Objekte
- Monuments historiques (Objekte) in Plougonven in der Base Palissy des französischen Kultusministerium